# 坡旅甲

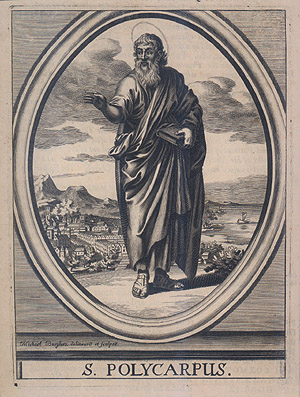
坡旅甲

聖坡旅甲（希臘語：Άγιος Πολύκαρπος，約69—155年）聖公會譯為聖波利卡，公元2世纪时士每拿（今土耳其境内伊兹密尔）主教，是教會史上首先詳細記錄的殉道者，86岁时殉道。天主教和东正教都尊其为圣人。
史载坡旅甲是聖若望的门徒。传统上一般同意优西比乌的记载，认为他继承的是《若望福音》作者聖史若望的使徒统緒。但也可能是約翰長老。

## 生平

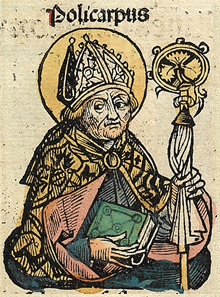

在10歲以前已經信主，為聖若望三寵徒之一，曾與那些目睹耶穌的人交往，亦是由宗徒按立他為監督。是經使徒親自帶領的最後一位信徒。坡旅甲是依格那丟的朋友，後為士每拿的主教，為人極為樸實、忠心。大半生忠心的服事主，直到86歲，於皮雅斯大帝治下殉道。有相當影響之著名的教父愛任紐受教於他。
坡旅甲殉道後，教會將其事寫信告訴別的教會，其信的內容可參見（像一粒芥菜種──教會史略 穆格新著P13）。我們必須要再提的是，坡旅甲對信仰的堅持，巡撫給他機會要他背叛神，就可以釋放，但坡旅甲仍然堅持。最後他說：「你用那暫時焚燒能滅的火嚇我嗎？你不知道將來審判的時候，有永不滅的火，燒那不信上帝的人嗎，你為何還要遲延呢？只管為所欲為吧！」於是將他燒死。据說，坡旅甲要求他們不要用釘子，只要將他綁在柱上。當火焰形成一個拱門，形狀像風帆一樣，他不曾被燒，在場的人也聞到沒药或別的馨香氣味。最後，是叫掌刑的人用刀刺入他的身體，有大量的血湧出來，把火焰熄滅了。為了不讓基督徒收坡旅甲的屍體。百夫長把屍體放在火中焚燒。基督徒收集坡旅甲的的骨頭，視如精金珍寶，莊嚴的安葬了。有許多聖徒，跟著坡旅甲的後塵，堅定的走向見證復活主的道而不後悔，以致於帶來基督徒的復興。

## 神學贡献
雖然坡旅甲一生在文學上，並沒有太多的創作，但他所寫的《腓立比教會書》共14章，大多是勸善、勉勵信徒，及在日常生活中實踐信仰。在神學上的主張，坡旅甲主要是继承其師若望，並重基督教的救恩論。
約150年至155年间，坡旅甲去羅馬。他與羅馬的信徒在記念復活節的意見上有不同，坡旅甲認為應該在尼散月十四日逾越節後記念主受難並且復活。雖然意見不同，但可以從這看到坡旅甲的真實和認真的態度。起初教會承認舊約為圣经，福音書看作聖經最早約在131年的巴拿巴書的一段福音的話，在110–117年之間，坡旅甲引用一句聖保祿的話，稱為聖經。這是非常寶貴的。

## 坡旅甲主要作品
- 腓立比教會書

## 坡旅甲与帕皮亚
据爱任纽记载（V.xxxii），坡旅甲和帕皮亚都是「若望」的门徒。安提阿主教伊格那丟曾写书信上给坡旅甲，也在《致以弗所人书》和《致馬尼西人書》中提到过坡旅甲。坡旅甲最知名的学生是爱任纽，爱任纽认为是坡旅甲将他与使徒传统联系起来。